# Кюй
Кюй (каз. күй) или кю (кирг. күү) — название традиционной казахской, ногайской, татарской, и киргизской инструментальной пьесы. Исполняется на комузе (кобыз), домбре, сыбызгы или других народных музыкальных инструментах. Тех, кто исполняет кюи, называют кюйши (каз. күйші, кирг. күүчү).
Разные эпические сказания, сказки и легенды нашли своё музыкальное отображение в кюях. Из-за этого многие из них являются программными.
У некоторых тюркоязычных народов словом «Кюй» называют и инструмент, и музыку, и песню; также слово «Кюй» входит и в название произведений, например «Адай-кюй» (название рода); «Уран-кюй» (Кюй-воззвание) и др. Легенды и письменные памятники создателем древнейших кюй называют Коркута (Коркыта) — одного из основателей музыкальной культуры тюркоязычных народов. В традиционной инструментальной музыке наиболее развитой областью является домбровая, в которой, по мнению исследователей Б. В. Асафьева, А. В. Затаевича, музыкальное мышление казахов достигло высот подлинного симфонизма. Форма кюя разнообразна (например, бас буын — начальное звено, орта буын — центральное звено, киши сат — малая сага, улкен сат — большая сага). Кюй характеризуются простой, смешанной и переменной метрикой и разнообразными формами: от простого наигрывания до многочастотных построений типа рондо. Музыка кюев может включать в себя частицы пентатонных звукорядов и основана на диатонике. Большинство кюев являются двухголосыми, однако встречаются и одноголосые, и трёхголосные. Фактура некоторых видов кюя содержит подголосочно-полифоническое изложение; параллельные движения в превалирующих квартово-квинтовых, реже в секундовых и терцовых интервалах; имитации, секвенции, органные пункты и др..
Одними из лучших образцов западноказахстанского стиля являются произведения выдающихся кюйши и композиторов Курмангазы Сагырбайулы, Каршыги Ахмедьярова и Даулеткерея Шигайулы, а восточного и северного — кюи Таттимбета и Агашаяка (Назаролла Жундибайулы), южного — произведения Ихласа (Ыкыласа) Дукенова, Сугура Алиулы, Байсерке Кулышулы и других кюйши-акынов.
Кюй достаточно разнообразны. Это обусловлено их функцией в культуре (существуют обрядовые, бытовые, концертные кюи, например, той бастар — открытие праздника, естьрту — сообщение о смерти и др.), а также тематикой и возможностями музыкальных инструментов. Например Кюй-плачи, Кюй-прощания, исполняются на смычковом кобызе и варгане (шан-кобыз). Пастухи создали кюи для продольной флейты сыбызгы, такие как «Чёрный иноходец» и «Плач белой верблюдицы». В XIX веке кюйши Ихлас создал произведения «Дума» и «Виртуозный кюй», ставшие классическими кюи для кобыза. Для домбры были написаны многочисленные праздничные, лирические, шуточные кюи, созданные на основе легенд, эпических сказаний, сказок и непосредственных впечатлений от событий, а также природы, например «Золотая степь», «Бушующий вал» Курмангазы Сагырбайулы. Пьесы разделяются по стилю на западноказахские — монументальные, виртуозные и восточноказахские — небольшие, с песенной мелодикой.
Пьесы кюй начали изучать только в 1920-е годы и с этого времени записано несколько сотен образцов.
Программные кюи создавались на основе легенд, эпических сказаний, сказок, непосредственно под впечатлением от общения с людьми («Лаушкен», «Перовский марш» и др.), природой («Бозторгай», «Кисен ашкан» и др.). Курмангазы, Даулеткерей Шыгаев, Таттимбет Казангапов (XIX в.) обогатили домбровые кюи лирико-психологическим («Сары жайлау», «Кокейкести» и др.), героико-бунтарским («Кишкентай», «Адай» и др.) и общественно-политическим («Жигер», «Серпер» и др.) содержанием. Кюи имеют локальные стили, ярко выраженные в интонационном рисунке мелодии, виде инструментов, исполнительской технике.